# Roger Burgoyne (6e baronnet)
Roger Burgoyne, 6e baronnet (1710-1780), de Sutton, Bedfordshire, est un propriétaire terrien anglais et un politicien whig qui siège à la Chambre des communes de 1735 à 1747.

## Biographie
Il est baptisé le 23 avril 1710, le deuxième fils de Roger Burgoyne, 4e baronnet, de Wroxall, Warwickshire et Sutton, Bedfordshire, et de son épouse Constance Middleton, fille de Thomas Middleton, député de Stanstead Mountfitchet, Essex. Il succède à son frère aîné comme baronnet en juillet 1711. Il fait ses études au Collège d'Eton en 1725 et est à Trinity Hall, Cambridge de 1727 à 1730.
Il est élu député whig du Bedfordshire lors d'une élection partielle le 26 février 1735. Il soutient l'administration jusqu'en 1739, date à laquelle il vote contre la Convention espagnole. Il vote ensuite généralement avec l'opposition. Il est réélu député du Bedfordshire aux élections générales britanniques de 1741. Il change ensuite de camp, probablement sous l'influence de son beau-frère, Lord Halifax, et est classé comme "nouvel allié" en 1746. Il ne s'est pas présenté aux élections générales britanniques de 1747.
Il épouse Lady Frances Montagu, fille de George Montagu (1er comte d'Halifax), le 1er janvier 1739. Il est nommé commissaire de la Commission de sauvetage en 1752 et occupe le poste pour le reste de sa vie. Il meurt le 31 décembre 1780, laissant deux fils et trois filles. Son fils John Burgoyne (7e baronnet) (en) lui succède.